# Нагорная дача
 Памятник природы
Юрьевецкая Нагорная дача — памятник природы регионального значения и искусственно созданный лесной массив в Юрьевецком районе Ивановской области. Создан для сохранения уникального лесного ландшафта, который играет важную природоохранную, рекреационную и культурно-историческую роль.
Местными жителями и краеведами «Нагорная дача» именуется «рукотворным чудом» и «живым памятником Юрьевца».

## История

### Обезлесение и планы восстановления
Несмотря на то, что в древности территория края была покрыта густыми лесами, к XVII веку окрестности Юрьевца практически полностью обезлесели. Активное сведение лесов началось с приходом славян в VI—IX веках, которые практиковали подсечно-огневое земледелие для создания пашен и сенокосов. В писцовой и межевой книге воеводы Ивана Желябужского за 1676 год отмечалось, что леса вокруг города нет, а старожилы не помнят, чтобы он когда-либо был.
К началу XVIII века истощение земель и нехватка дров для отопления стали острой проблемой. По указу царя Петра I и при поддержке Екатерины II городские магистраты и земства начали разрабатывать планы по облесению пустошей. Была введена практика бесплатного выделения земель под загородные дачи купцам и промышленникам с условием обязательной посадки леса.

### Создание лесного массива
Практическая реализация планов по облесению началась в начале XX века. По инициативе юрьевецких дачников Миндовского и Павловского вручную была засажена значительная территория на месте бывших пустошей — около 150 гектаров.
Систематическое создание лесного массива продолжилось в советское время. В 1936 году был образован Юрьевецкий мехлесхоз, силами которого на протяжении десятилетий велись масштабные посадки. Были высажены сосна, ель, лиственница, дуб, сибирский и корейский кедры, тополь, берёза, ясень и клён. Значительный вклад в создание и сохранение «Нагорной дачи» внесли директор мехлесхоза Панов, главный лесничий Федосеев, а также лесники Писарев, Смыслов и Финагин.
22 февраля 1965 года решением Исполкома Ивановского областного (промышленного) Совета депутатов трудящихся № 164 лесной массив получил официальный статус памятника природы регионального значения. В 1970-х годах опыт лесоразведения в «Нагорной даче» изучали специалисты из Финляндии и Швеции, высоко оценившие его результаты.
В память о деревнях и пустошах, на месте которых был высажен лес, сохранились исторические названия его отдельных частей: Сафро́ниха, Голуби́ха, Кны́шево, Ремя́хино, Ми́ндовка, Ла́пиха, Большое и Малое Дьяконово.

## Современное состояние и антропогенное воздействие

### Экологические проблемы и критика
Проблемы лесопользования на территории памятника природы поднимались местными активистами. Так, в 2013 году было опубликовано видеообращение краеведа Владимира Терентьева, в котором сообщалось, что после передачи лесного массива в аренду ООО «Решма-Лес» в 2010 году под видом санитарных рубок начались промышленные заготовки. Терентьев утверждал, что вырубались в первую очередь здоровые старовозрастные (100–150-летние) сосны и ели, а порубочные остатки не убирались. Он также указывал на бездействие арендатора в борьбе с распространением вредителей, поразивших еловые насаждения на площади в несколько гектаров.
В 2015 году учёные выражали обеспокоенность планами по строительству межпоселкового газопровода, которое предполагало вырубку более тысячи деревьев.
В октябре 2020 года постановлением правительства Ивановской области официальная площадь ООПТ была уменьшена с первоначальных 670 га до 595,14 га. Это решение вызвало критику в региональных СМИ. По утверждению издания Cursiv.ru, сокращение территории стало следствием многолетних промышленных рубок, которые велись под видом рубок ухода, а также появления стихийных свалок. По мнению журналистов, власти таким образом лишь юридически зафиксировали фактическую утрату части уникального ландшафта, не приняв мер по его защите.

### Ураган 2021 года и восстановление
В мае 2021 года территория памятника природы серьёзно пострадала от урагана. Шквалистый ветер уничтожил насаждения на площади 276 гектаров — почти половину лесного массива.
Вследствие этого на пострадавшей территории были проведены сплошные санитарные рубки. Работы выполнялись арендатором лесного участка ООО «Решма-Лес» в 2021–2022 годах с целью обеспечения пожарной безопасности и предотвращения распространения вредителей. С мая 2022 года начались масштабные лесовосстановительные работы, завершить которые планировалось в 2023 году. Для восстановления было решено высадить около 1,2 миллиона сеянцев ели, сохранив отдельные взрослые сосны для естественного возобновления смешанного леса.

## География
Памятник природы расположен в западной части Юрьевецкого района, примыкая к границам города Юрьевец. Территория состоит из двух участков, разделённых автомобильной дорогой Кинешма — Юрьевец. Протяжённость лесного массива составляет около 7 км.

### Рельеф и геология
Территория находится в пределах Московской синеклизы на плакорном участке со средними высотами около 140 м над уровнем моря. Геологическая основа сложена моренными и водно-ледниковыми отложениями, преимущественно суглинками.

### Почвы
Преобладающим типом почв являются дерново-подзолистые среднесуглинистые почвы.

## Природа
Редкие виды, занесённые в Красную книгу Ивановской области
Растения:
- Фиалка Селькирка (Viola selkirkii)
- Синеголовник плосколистный (Eryngium planum)

Грибы:
- Калосцифа блестящая (Caloscypha fulgens)
- Саркосцифа ярко-красная (Sarcoscypha coccinea)
- Строчок гигантский (Gyromitra gigas)

### Флора
Основу лесного массива составляют сосновые леса (до 90% территории). Средний возраст древостоя — 89 лет, при этом отдельные старовозрастные деревья достигают 150–200 лет. В лесу произрастают сосна, ель, берёза, лиственница, дуб, кедр, ясень и клён.
Травяной покров представлен черникой, земляникой, брусникой, ландышем, папоротниками, кислицей и другими лесными растениями. Всего на территории зафиксировано 176 видов сосудистых растений. Из них 2 вида занесены в Красную книгу Ивановской области.

### Фауна
Животный мир типичен для смешанных лесов региона. На территории обитают лисица, барсук, енотовидная собака, хорь, ласка, заяц-беляк, белка, лось, кабан. Изредка встречаются волк и рысь. В водоёмах обитают обыкновенный и гребенчатый тритоны, серебряный и золотой караси, ротан. Орнитофауна включает 23 вида птиц, в том числе хищных (канюк, коршун, ястреб-перепелятник) и ночных (ушастая сова, серая неясыть). Важную роль в экосистеме играют колонии рыжего лесного муравья.

## Режим охраны
На территории памятника природы установлен режим особой охраны, запрещающий капитальное строительство, добычу полезных ископаемых, рубки леса (кроме санитарных), разведение костров и размещение отходов. Разрешается ведение научной, рекреационной и природоохранной деятельности.